# Rives-du-Fougerais
Rives-du-Fougerais es una comuna nueva francesa situada en el departamento de Vandea, de la región de Países del Loira.

## Historia
Fue creada el 1 de enero de 2024, en aplicación de una resolución del prefecto de Vandea de 13 de noviembre de 2023 con la unión de las comunas de Cezais, Saint-Sulpice-en-Pareds y Thouarsais-Bouildroux, pasando a estar el ayuntamiento en la antigua comuna de Thouarsais-Bouildroux.

## Demografía
Según los datos aportados en la resolución del prefecto de Vandea, la comuna se crea con 1543 habitantes.

## Composición
| Comuna fusionada        | Código INSEE | Población (2021) | Superficie (km²) | Densidad (hab./km²) |
| ----------------------- | ------------ | ---------------- | ---------------- | ------------------- |
| Cezais                  | 85041        | 85041            | 297              | 24                  |
| Saint-Sulpice-en-Pareds | 85271        | 435              | 13.33            | 33                  |
| Thouarsais-Bouildroux   | 85292        | 775              | 17.37            | 45                  |